# Rotkopf-Staffelschwanz
Der Rotkopf-Staffelschwanz (Clytomyias insignis) ist ein auf Neuguinea endemisch vorkommender Singvogel und stellt die einzige Art der Gattung Clytomyias.

## Merkmale
Der bis 15 cm lange und bis 14 g schwere Rotkopf-Staffelschwanz hat einen großen Kopf und einen langen, meist gestelzten Schwanz. Das Gefieder ist am Rücken und an den Flügeln rötlich braun, an Kehle und Brust golden oder gelbbraun und am Kopf orange gefärbt. 

## Vorkommen
Der Rotkopf-Staffelschwanz lebt in feuchten Bergregenwäldern Neuguineas in einer Seehöhe von 2000 bis 3000 m.

## Verhalten
Der Rotkopf-Staffelschwanz lebt in Gruppen von bis zu zehn Tieren und verursacht bei der Futtersuche einen gehörigen Lärm, da sie fast pausenlos miteinander kommunizieren. Die Nahrung besteht aus kleinen Insekten, Spinnen und anderen Wirbellosen, die von Blättern oder vom Boden gepickt werden.

## Fortpflanzung
Ein ovales oder rundes Nest aus Blättern und Gräsern wird in einem Busch oder in niedriger Vegetation gebaut. Das Weibchen bebrütet alleine oder gemeinsam mit dem Männchen die zwei bis vier Eier. Nicht brütende Mitglieder der Gruppe helfen bei der Aufzucht der Jungvögel.